# Ⱡ
Der Buchstabe Ⱡ (kleingeschrieben ⱡ) ist ein Buchstabe des lateinischen Schriftsystems, bestehend aus einem doppelt durchgestrichenen L. Er wird in der Sprache Melpa (Papua-Neuguinea) verwendet. In letzter Zeit findet der Buchstabe auch in der Sprache Nii (ebenfalls Papua-Neuguinea) Verwendung und ersetzt die Rolle des einfach durchgestrichenen L (Ƚ).

## Darstellung auf dem Computer
Unicode enthält das doppelt durchgestrichene L an den Codepunkten U+2C60 (Großbuchstabe) und U+2C61 (Kleinbuchstabe).